# Rudno Górne
Rudno Górne – wieś w Polsce położona w województwie małopolskim, w powiecie krakowskim, w gminie Igołomia-Wawrzeńczyce.
W latach 1975–1998 miejscowość administracyjnie należała do województwa krakowskiego.

Integralne części miejscowości: Rudzienko.
Na terenie wsi odkryto megaksylony (rodzaj megalitów) związane prawdopodobnie z kulturą pucharów lejkowatych.